# Túnel de Folgefonna
El túnel de Folgefonna es un túnel carretero ubicado en Hordaland, Noruega. Une las localidades de Eitrheim y Odda en la desembocadura del Sørfjorden en Odda con Austrepollen en el Maurangerfjorden en Kvinnherad. El túnel pasa por debajo del Folgefonna y del parque nacional homónimo. Fue abierto el 2001 y redujo el tiempo de viaje de 4 horas a algo menos de 10 minutos.